# Thouarella (Epithouarella) chilensis
Thouarella (Epithouarella) chilensis is een zachte koraalsoort uit de familie Primnoidae. De koraalsoort komt uit het geslacht Thouarella. Thouarella (Epithouarella) chilensis werd in 1908 voor het eerst wetenschappelijk beschreven door Kükenthal. 